# Eva Kantůrková
Eva Kantůrková, rozená Sílová (* 11. května 1930 Praha), je česká prozaička a scenáristka. V 80. letech byla signatářkou a mluvčí Charty 77.

## Život
Pochází z literárně založené rodiny – otec Jiří Síla byl komunistický novinář a matka Bohumila spisovatelka. Rodiče se rozvedli, když jí bylo 7 let. Soud jí přiřkl matce, ale nakonec ji vychovávali vzdálení příbuzní na vesnici. Do Prahy se vrátila za války zpět k matce.  
Má dva syny z prvního manželství s Janem Šternem  Ivana Šterna (* 1949, ekonom) a Jana Šterna (* 1953, Ing., publicista). Později se manželství rozpadlo a každý z manželů vychovával jednoho syna. 
Po ukončení studia filosofie a historie na Filosofické fakultě Karlovy univerzity v roce 1956 pracovala do roku 1958 pro Československý svaz mládeže a do roku 1967 v Čs. ústředí knižní kultury; poté se věnovala literatuře.
Byla členkou KSČ, kam vstoupila v šestnácti letech na přímluvu své matky, a angažovala se během pražského jara; v roce 1970 ze strany vystoupila, ocitla se na seznamu zakázaných autorů a publikovala jen v samizdatu a exilových nakladatelstvích.
Podepsala Chartu 77, jíž byla od 6. ledna 1985 do 7. ledna 1986 mluvčí, a i jinak se společně s druhým manželem Jiřím Kantůrkem (1932–1998) angažovala v disentu. Od 6. května 1981 do 22. března 1982 byla vězněna za podvracení republiky. Na základě zkušeností z vězení pak napsala knihu Přítelkyně z domu smutku. Aktivně se podílela na vzniku Občanského fóra, v letech 1990–1992 byla poslankyní České národní rady a členkou jejího předsednictva.
V letech 1994 až 1996 byla předsedkyní Obce spisovatelů. V rozmezí let 1998 až 2000 řídila odbor literatury a knihoven ministerstva kultury.
Od 15. května 2003 byla členkou Rady pro rozhlasové a televizní vysílání. Počínaje rokem 2006 byla prezidentkou nově založené Akademie literatury české.

## Dílo
- Jen tak si maličko povyskočit, 1966 – sbírka psychologických povídek
- Smuteční slavnost, 1967 – společenskokritický román, kde hlavním motivem je chystaný pohřeb komunistického tajemníka, dávají čtenáři příležitost seznámit se s událostmi na malém městě roku 1948 a následné kolektivizace zemědělství z různých pohledů několika vypravěčů; zfilmováno roku 1968 Zdeňkem Sirovým (film mohl být promítán až po roce 1989)
- Po potopě, 1969 – román; hrdinka románu, malířka a matka dospívající dcery, se po rozchodu s mužem psychicky zhroutí, následně se pak zotavuje na psychiatrické klinice
- Nulový bod, 1970 – ministerský úředník, který v roce 1948 přišel o kariéru a i nadále prožíval řadu osobních tragédií, se rozhodne pro sebevraždu; román formou retrospektivy vypráví příběh celého jeho života
- Černá hvězda, Kolín nad Rýnem 1982, Praha 1992 – příběh levicového novináře, který prožívá chvíli deziluze a rozpadu dosavadních životních hodnot – pokus autorky vyrovnat se s vlastní změnou postoje vůči komunismu
- Člověk v závěsu, 1977, Kolín nad Rýnem 1988 – sbírka novel
- Pozůstalost pana Ábela, 1977 Kolín nad Rýnem, Praha 1990
- Pán věže, samizdat 1979, Praha 1992 – román inspirovaný příběhem Ježíše Krista, znova 2004, nakl. Adonai, ISBN 80-7337-161-8
- Přítelkyně z domu smutku, Kolín nad Rýnem 1984, Praha 1990 – nejznámější kniha, z prostředí vězení s autobiografickými prvky; roku 1992 byl podle románu natočen režisérem Hynkem Bočanem čtyřdílný televizní seriál
- Jan Hus: příspěvek k národní identitě, samizdat 1986, Praha: Melantrich 1991, Praha: Hynek 2000, Praha: Ideál 2008 – historická studie o životě mistra Jana Husa[4][5]
- Památník, 1994 – deníkovou formou psaná autobiografie
- Záznamy paměti, 1997, nakl. Hynek, ISBN 80-85906-66-X
- Zahrada dětství jménem Eden, 1998
- Nejsi, 1999 – kniha vyrovnávající se s manželovou smrtí
- Nečas, 2000 – autobiografický román
- Jsem osoba vzdorovitá a neposlušná, 2005, nakl. Host, ISBN 80-7294-169-0
- Démoni nečasu, 2007, nakl. Baronet, ISBN 978-80-7384-031-0
- Vy nám taky : momentky života, Praha: Erika 2008 – Scénky z vlastního života, konfrontace vztahu k dnešku i včerejšku[6][7]
- Doteky, Praha: Dauphin 2009. ISBN 978-80-7272-202-0 – Román s duchovním rozměrem o proplétajících se osudech dvou lidí, vzdálených a přesto se sbližujících[8]
- Tati!, nakl. Dauphin, 2010, ISBN 978-80-7272-234-1
- Nečekej, až zajde slunce!, nakl. Dauphin, 2011, ISBN 978-80-7272-394-2
- Řekni mi, kdo jsi, 2012, nakl. Torst, ISBN 978-80-7215-436-4 – Kniha, sumarizující úvahy (literatura, kultura, politika, dějiny a národní charakter), osobní vzpomínky (autorčin život, tvorba i dílo) a i portréty mnoha osobností veřejného života[9]
- Tajemství sametu, nakl. Akropolis, 2013, ISBN 978-80-7304-158-8
- Jan Palach, 2018 – Scénář k filmu, zachycujícímu posledních několik měsíců života vysokoškolského studenta, Jana Palacha

### Rozhovory
- Sešly jsme se v této knize: Olga Havlová, Marie Rút Křížková, Elzbieta Ledererová, Zdena Tominová, Gertruda Sekaninová-Čakrtová, Anna Šabatová, Věra Jirousová, Jiřina Hrábková, Jarmila Bělíková, Libuše Šilhánová, Dana Němcová, Marta Kubišová, Eva Kantůrková. Praha: Toužimský & Moravec, 1991 – Kniha rozhovorů (1980) se signatářkami Charty 1977 vychází z osobních prožitků a dotýká se celospolečenských otázek

## Ocenění
- Cena Toma Stopparda (1987)
- Krameriova cena (2019)
- Medaile Za zásluhy  1. stupně, udělil prezident Petr Pavel (2023)